# Gilbert Hoef
Gilbert Hoef (Brugge, 31 december 1945) is een Belgisch voormalig schutter.

## Levensloop
Hoef nam tweemaal deel aan de Olympische Zomerspelen in het onderdeel 'kleinkalibergeweer, 50 meter liggend', met name in 1980 en 1984. Op de Spelen van 1980 te Moskou werd hij 32e in de eindstand. Vier jaar later te Los Angeles behaalde hij een 25e plaats in de eindrangschikking. Daarnaast werd hij vierde op de Europese kampioenschappen van 1985 te Osijek in dit onderdeel.
Hij is voorzitter van Koninklijke Schuttersvereniging Sint-Pieters-Roos te Brugge.